# Richard Bright
Richard James Bright (Brooklyn, New York, 28 juni 1937 – Manhattan, New York, 18 februari 2006) was een Amerikaans acteur. Bright speelde voornamelijk kalme, bedreigende karakterrollen, en werd bekend door zijn vertolking van Al Neri in de The Godfather-trilogie.

## Loopbaan
Bright was de zoon van Ernest en Matilda Bright, de jongste van vier broers. Hij begon zijn carrière op achttienjarige leeftijd met live televisieshows op Manhattan. Hij maakte zijn filmdebuut in Odds Against Tomorrow uit 1959.
Bright was een volleerd theateracteur, zowel op Broadway als in regionale theaters. Hij was onder andere te zien in Short Eyes en The Basic Training of Pavlo Hummel. In 1965 was hij te zien in Michael McClures controversiële stuk The Beard. Na afloop van een opvoering in San Francisco werden hij en zijn co-ster, actrice Billie Dixon, gearresteerd voor het uiten van obsceniteiten en het plegen van ontuchtige handelingen in een publieke ruimte. De ACLU nam de zaak aan, die een beroep deed op het eerste amendement van de grondwet, die de vrijheid van meningsuiting beschermt. De beschuldigingen werden uiteindelijk verworpen.
Begin jaren zeventig kreeg hij bijrollen in enkele grote films, waaronder The Panic in Needle Park (1971), tegenover Al Pacino, en The Getaway (1972), waarin hij een oplichter speelde die Ali MacGraw bedroog. In 1972 speelde hij Al Neri, de bodyguard van Michael Corleone (een rol van Al Pacino) in The Godfather. Hij zou de rol opnieuw spelen in de twee vervolgen uit 1974 en 1990. Later werd hij voornamelijk gecast als misdadiger of politieagent. Zo was hij te zien in Sergio Leones Once Upon a Time in America (1984), maar ook in dramaseries als Hill Street Blues, Law & Order, Third Watch, Oz en The Sopranos.
Op 18 februari 2006 werd hij aangereden en gedood door een bus in Upper West Side op Manhattan, terwijl hij op weg was naar een van zijn favoriete restaurants. De buschauffeur had niets in de gaten en reed door. Er werd geen aanklacht ingediend.
Bright was driemaal getrouwd. Op het moment van overlijden was hij sinds 1977 gehuwd met actrice Rutanya Alda. Hij had een zoon en dochter.

## Filmografie
- Never Love a Stranger (1958, niet op de aftiteling)
- Odds Against Tomorrow (1959)
- Lions Love (1969)
- The Panic in Needle Park (1971)
- A Death of Innocence (televisiefilm, 1971)
- The Godfather (1972)
- The Getaway (1972)
- The Connection (televisiefilm, 1973)
- Pat Garrett and Billy the Kid (1973)
- Bring Me the Head of Alfredo Garcia (1974, niet op de aftiteling)
- The Gun (televisiefilm, 1974)
- The Godfather: Part II (1974)
- Rancho Deluxe (1975)
- Marathon Man (1976)
- Handle with Care (1977)
- Looking for Mr. Goodbar (1977)
- Cops and Robin (televisiefilm, 1978)
- On the Yard (1978)
- Hair (1979)
- The Idolmaker (1980)
- Sizzle (televisiefilm, 1981)
- Vigilante (1983)
- Two of a Kind (1983)
- Once Upon a Time in America (1984)
- Girls Nite Out (1984)
- Crimewave (1985)
- Inferno in diretta (1985)
- Brass (televisiefilm, 1985)
- There Must Be a Pony (televisiefilm, 1986)
- The Penalty Phase (televisiefilm, 1986)
- Brighton Beach Memoirs (1986)
- The Verne Miller Story (1987)
- Time Out (1988)
- Red Heat (1988)
- Ghoul School (1990)
- The Ambulance (1990)
- The Godfather: Part III (1990)
- Ballad of Tina Juarez (1992)
- Teamster Boss: The Jackie Presser Story (televisiefilm, 1992)
- Who's the Man? (1993)
- The Ref (1994)
- Who Do I Gotta Kill? (1994)
- Pictures of Baby Jane Doe (1995)
- Blue Funk (1995)
- Beautiful Girls (1996)
- Sweet Nothing (1996)
- Night Falls on Manhattan (1996)
- Calm at Sunset (televisiefilm, 1996)
- The Hotel Manor Inn (1997)
- Anima (1998)
- Jaded (1998)
- O.K. Garage (1998)
- Witness to the Mob (televisiefilm, 1998)
- Getting to Know You (1999)
- Joe the King (1999)
- Dead Dog (2000)
- The Photographer (2000)
- Broke Even (2000)
- Trigger Happy (2001)
- Day on Fire (2006)